# Hunter industries
Pour les articles homonymes, voir Hunter.
Hunter Industries, communément appelée Hunter, est une entreprise parmi les plus importants fabricants mondiaux de produits d'arrosage automatique pour espaces verts, terrains de sport et golfs. La société est basée à San Marcos en Californie.
Hunter fabrique des arroseurs à turbines, des tuyères, des électrovannes, des programmateurs, des sondes météorologiques ou des produits d'arrosage localisé tel que du goutte-à-goutte. La société détient plus de 250 brevets et 40 noms déposés. 

## Historique
La société Hunter est fondée en 1981 par Edwin et Paul Hunter. En une dizaine d'années, l'entreprise rejoint les leaders du secteur. Dès 1999, l'entreprise se développe également par des acquisitions, avec l'achat de la marque Bunker Inc. ou la gamme MP Rotator en 2007. Afin de se diversifier, Hunter achète en 2009 l'entreprise d'éclairages d'extérieurs FX Luminaire ainsi que quelques années plus tard l'entreprise de produits d'irrigation agricole Senninger Irrigation (en). Une partie des produits, dont l'arroseur phare de la marque le « PGP », sont fabriqués au siège californien et d'autres dans l'usine mexicaine de Tijuana.
En 2005, leur programmateur ACC a été nommé « le meilleur nouveau produit d'arrosage de l'année » par The Irrigation Association.
De nos jours la société est dirigée par le fils d'Edwin, Richard Hunter.

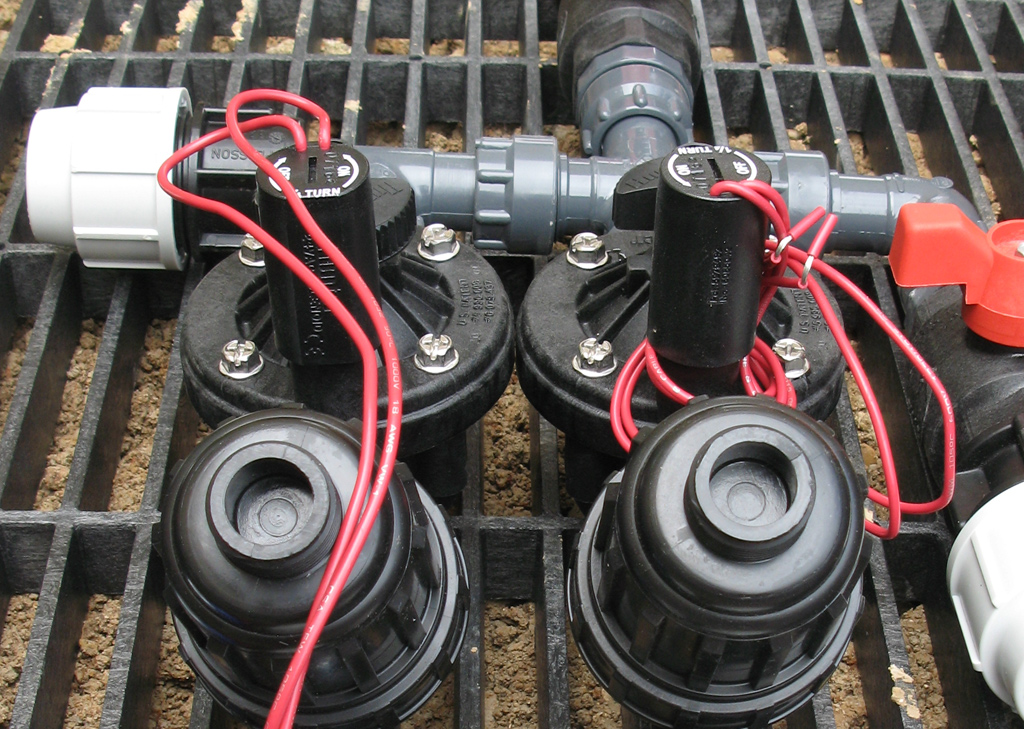
Montage de deux électrovannes de marque Hunter Industries

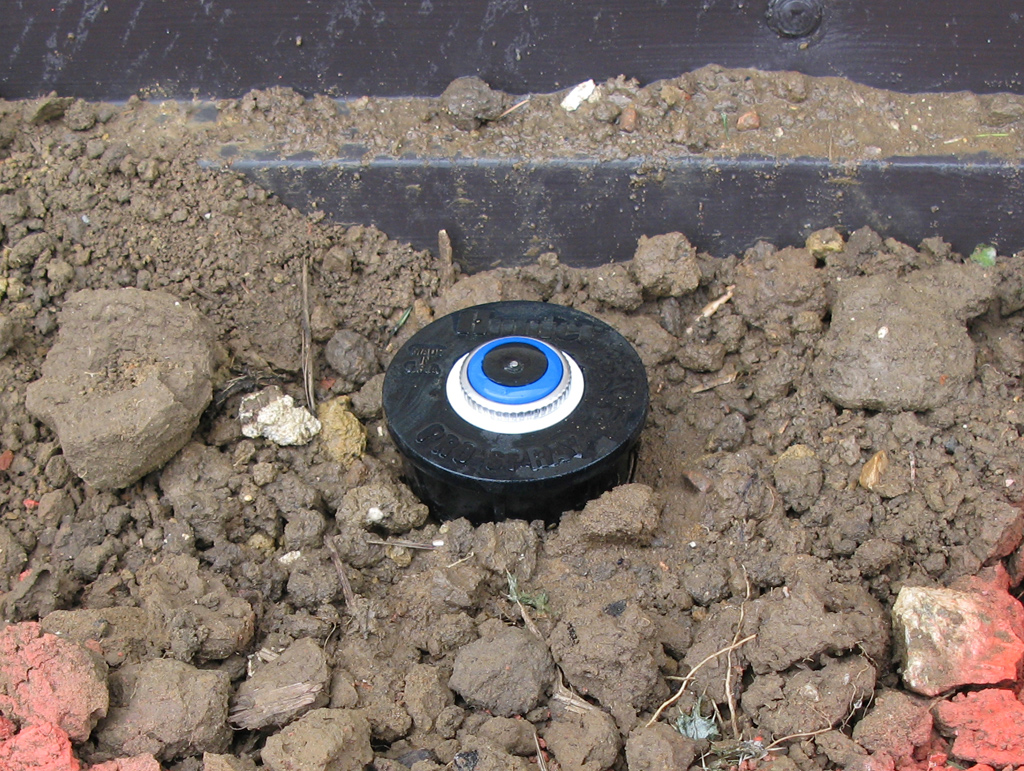
Arroseur type tuyère de marque Hunter Industries

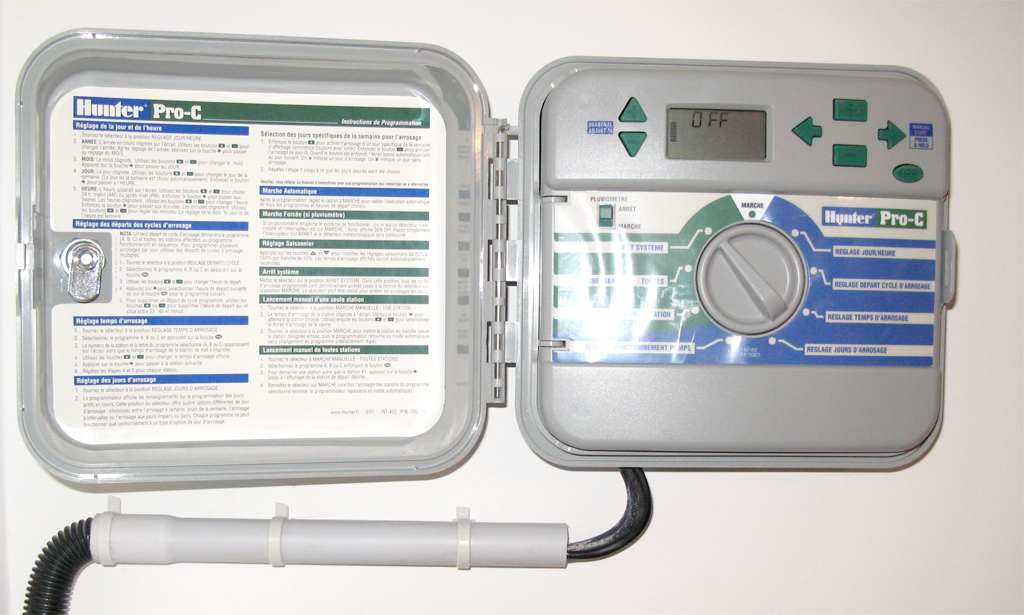
Programmateur mural pour l'arrosage automatique, modèle PRO-C, marque Hunter Industries

### Source
- Fleur Martin, « The Hunter saga », Irrigazette, no 154,‎ mai juin 2016, p. 45 à 49 (ISSN 1153-0561)